# Masepynzi
Masepynzi (ukrainisch Мазепинці, russisch Мазепинцы Masepinzy, polnisch Mazepińce) ist ein Dorf in der ukrainischen Oblast Kiew mit etwa 400 Einwohnern.

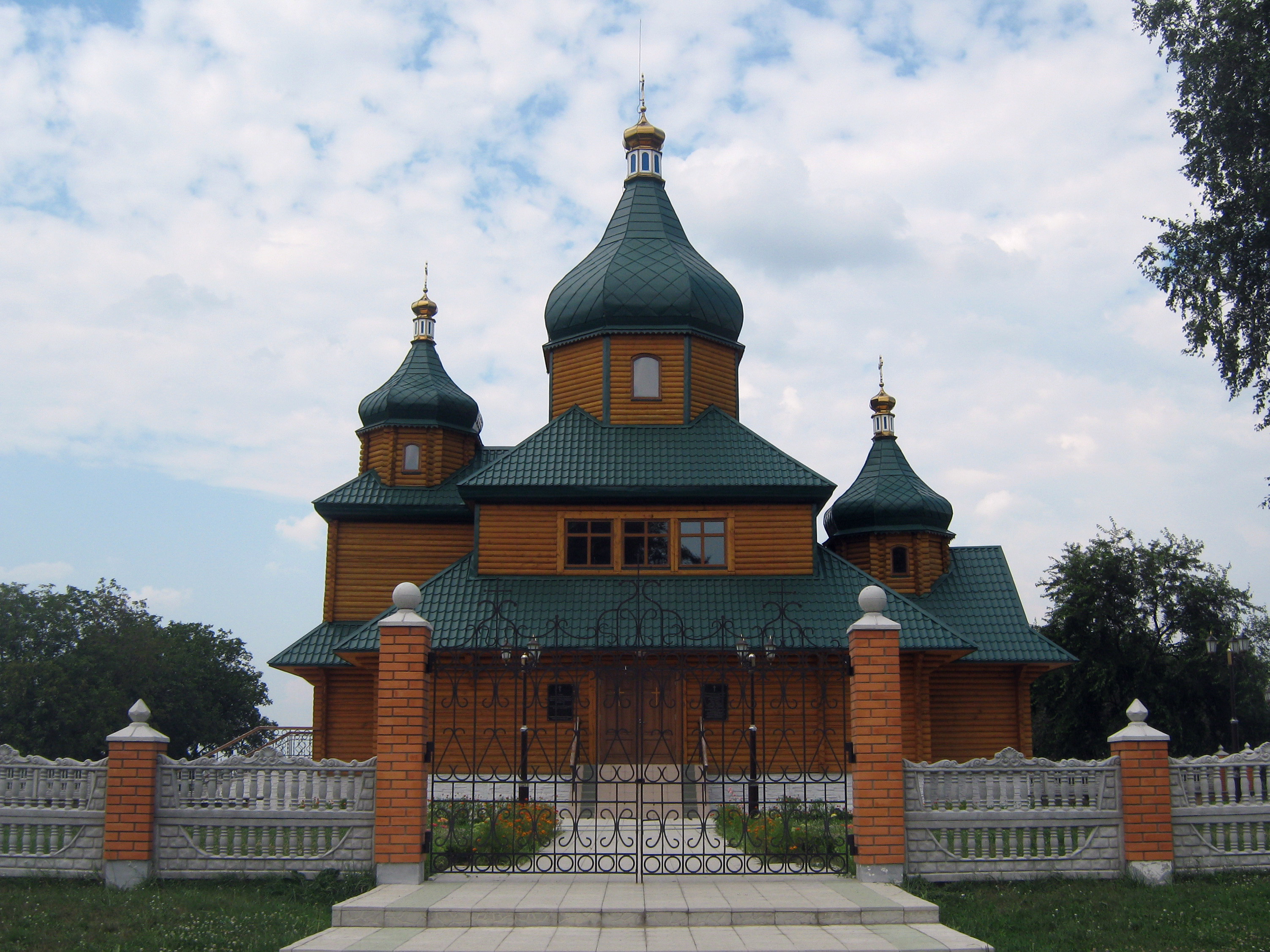
St.-Nikolauskirche Masepynzi

Masepynzi liegt am Ufer der Kamjanka (Кам'янка), einem 105 km langen Nebenfluss des Ros 16 Kilometer nordwestlich vom Rajonzentrum Bila Zerkwa und etwa 73 Kilometer südwestlich vom Stadtzentrum Kiews.
Die um 1500 gegründete Ortschaft lag bis 1667 unter ihrem polnischen Namen Mazepińce in der Woiwodschaft Kiew der Adelsrepublik Polen-Litauen, danach kam sie zum Russischen Kaiserreich und später zur Ukrainischen SSR innerhalb der Sowjetunion. Seit 1991 gehört der Ort zur unabhängigen Ukraine.
Am 12. Juni 2020 wurde das Dorf ein Teil der neugegründeten Stadtgemeinde Bila Zerkwa, bis dahin war es ein Teil der Landratsgemeinde Drosdy (Дроздівська сільська рада/Drosdiwska silska rada) im Nordwesten des Rajons Bila Zerkwa.

## Persönlichkeiten
Auf einem Gutshof im Ortsgebiet kam im Jahr 1639 der ukrainische Kosakenhetman Iwan Masepa zur Welt.